# Kuala Enok
Kuala Enok is een bestuurslaag in het regentschap Indragiri Hilir van de provincie Riau, Indonesië. Kuala Enok telt 5031 inwoners (volkstelling 2010).